# Arne Treholt
Arne Treholt (født 13. december 1942, død 12. februar 2023) var en norsk socialdemokratisk politiker og diplomat, der i 1985 blev dømt for spionage til fordel for den sovjetiske efterretningstjeneste KGB.
Treholt var mangeårigt medlem af det norske Arbeiderpartiet og havde tidligere beklædt posten som ambassaderåd ved FN fra 1979-1982 og som pressechef i Norges udenrigsministerium.
Han blev internationalt kendt den 20. januar 1984, da han blev anholdt i Oslo lufthavn, Fornebu mistænkt for i flere år at have været sovjetisk spion. Den norske sikkerhedstjeneste havde bl.a. billeder af Treholt under et møde med de sovjetiske KGB-officerer Gennadij Titov og Alexander Lopatin. Efterforskningen viste, at Treholt også havde spioneret for den irakiske efterretningstjeneste, og han blev senere idømt en 20-års fængselsstraf for spionage. Han blev benådet og løsladt den 3. juli 1992, hvorefter han flyttede til Rusland. Den 15. december 2008 afviste den norske Genoptagelseskommission Treholts tredje ansøgning om at få sagen prøvet ved domstolene igen. Senere flyttede han til Cypern.
Journalisterne Geir Selvik Malthe-Sørenssen og Kjetil Mæland udgav i 2010 bogen Forfalskningen – Politiets løgn i Treholtsaken hvori de hævdede at et centralt bevis mod Treholt var fabrikeret.
Beviset er det såkaldte pengebevis med billeder fra en (af politiet påstået) ransagning i Treholts lejlighed den 22. august 1983 omkring fem måneder før han blev anholt.
Pengene skulle dokumentere at Treholt modtog penge fra sin KGB-kontakt.
Billederne viser en konvolut med penge i Treholts kuffert, og journalisterne mener at taperester på kufferten ses på billederne men ikke på billederne der blev taget da Treholt blev anholt, og da taperesterne stadig findes på kufferten hævde journalisterne at billedet må være taget efter anholdelsen.
Den ene af journalisterne, Malthe-Sørenssen, har tidligere været ansat for Treholt i forbindelse med sagen.
Bogen fik Genoptagelseskommissionen til at vurdere sagen på ny.
Resultatet af den nye behandling blev igen et afslag for Treholt.

## Skrevet om Arne Treholt
- Teppefall i Treholtsaken, Stein Vale, Cappelen Damm, Oslo 2009. ISBN 978-82-02-29988-0